# 18114 Rosenbush
18114 Rosenbush è un asteroide della fascia principale. Scoperto nel 2000, presenta un'orbita caratterizzata da un semiasse maggiore pari a 2,5843921 UA e da un'eccentricità di 0,1130341, inclinata di 13,87170° rispetto all'eclittica.